# Luis II Gonzaga

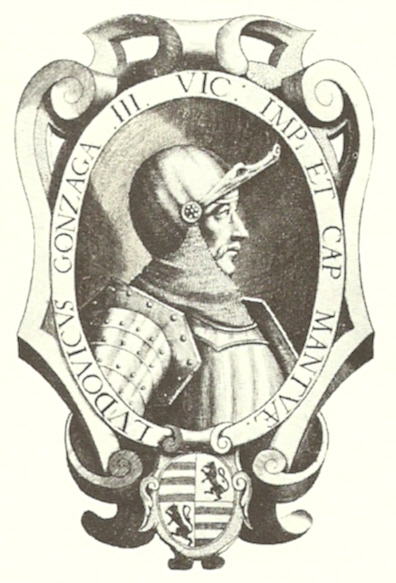
Retrato de Luis II Gonzaga, grabado anónimo del.

Luis II Gonzaga (también conocido como Ludovico I o Ludovico II) (1334 - 4 de octubre de 1382), era hijo de Guido Gonzaga y Beatriz de Bar. Fue el III capitán del pueblo de Mantua desde 1369 hasta 1382.

## Biografía
Guido Gonzaga, su padre, después de la llegada al poder había unido al gobierno de Mantua a sus tres hijos (Ugolino, Luis y Francisco), el mayor, Ugolino, pronto mostró gran iniciativa opacando a sus hermanos menores. Estos, probablemente celosos de su hermano, conspiraron contra él asesinándolo el 14 de octubre de 1362 durante una cena organizada entre los tres. También existe la sospecha de que detrás del asesinato había un motivo político, con Venecia para explotar el descontento de los dos hermanos menores. El trágico suceso fue parcialmente cubierto justificándolo con una disputa entre los tres hermanos, y su padre Guido, con el corazón roto, concedió el perdón público a los dos hijos sobrevivientes.
En 1368, sin embargo, su hermano Francisco murió en circunstancias misteriosas, aunque no hay pruebas, toda la evidencia apunta a sospechar que la segunda muerte se vio favorecida por Luis, que iba a permanecer como el único sucesor de su padre.
Una vez que llegó al poder (en la primavera de 1370 tenía el mandato municipal), Luis comenzó una política de amistad con el Milán, al unirse fuertemente a la familia Visconti. Bajo esta perspectiva también, debe ser visto el matrimonio arreglado para su hijo Francisco con Inés Visconti, hija de Bernabé Visconti. Estableció también equilibrar las relaciones comerciales con la República de Venecia. Luis de hecho resultó muy hábil en los negocios, acumulando una fortuna considerable pronto. En 1377 se las arregló para devolver a la familia Della Scala, treinta mil florines de oro que su abuelo Luis había pedido en préstamo a Cangrande.
Desde el punto de vista de la política interior, Luis II, después de todo es recordado por sus astutas cualidades de buen gobierno, lo que permitió que el país prosperara, desde el punto de vista económico.
Para evitar posibles peligros del exterior, armó el territorio de grandes fortificaciones, sin embargo también tenía que hacer frente a peligros en el interior, debido a dos complots urdidos por sus familiares (una tramada por Antonio Gonzaga en 1373), pero ambos fueron  frustrados, gracias a una eficiente policía secreta y a la creciente estima que le habían depositado. Proporcionó también el fortalecimiento de las fortificaciones de Castiglione mantuano, Borgoforte, Governolo y Sermide.
Murió el 4 de octubre de 1382 y fue enterrado en la iglesia de San Francisco en Mantua.

## Matrimonio y descendencia
El 16 de febrero de 1356 se casó con Alda de Este, hija de Obizzo III, con quien tuvo dos hijos:
1. Isabel († 1432), que se casó con Carlos I Malatesta, señor de Rímini;
2. Francisco (1366-1407), quien lo sucedió como cuarto capitán del Pueblo.

Luis también tuvo un hijo natural, Febo.
| Predecesor: Guido Gonzaga | Capitán del Pueblo de Mantua 1369–1382 | Sucesor: Francisco I Gonzaga |